# وحشية (فلم)
وحشية (بالإنجليزية: Monstrous) هو فيلم إثارة أمريكي خارق للطبيعة لعام 2022 من إخراج كريس سيلفرستون وكتابة كارول كريست. عرض الفيلم لأول مرة في مهرجان غلاسكو السينمائي في 12 مارس 2022. تم إصداره في الولايات المتحدة في 13 مايو 2022 بواسطة سكرين ميديا.

## وصلات خارجية
- وحشية على موقع IMDb (الإنجليزية)
- وحشية على موقع روتن توميتوز (الإنجليزية)
- وحشية على موقع ألو سيني (الفرنسية)
- وحشية على موقع قاعدة بيانات الفيلم (الإنجليزية)
- وحشية على موقع ليتربوكسد (الإنجليزية)
- وحشية على موقع كينوبويسك (الروسية)